# Le Mesnil-Durdent
Le Mesnil-Durdent är en kommun i departementet Seine-Maritime i regionen Normandie i norra Frankrike. Kommunen ligger i kantonen Saint-Valery-en-Caux som tillhör arrondissementet Dieppe. År 2022 hade Le Mesnil-Durdent 17 invånare.

## Befolkningsutveckling
Antalet invånare i kommunen Le Mesnil-Durdent
| Referens: INSEE |